# Mosquée El Trouk
La mosquée El Trouk ou mosquée des Turcs (arabe : جامع الترك) est l'une des mosquées de la médina de Sfax.

## Localisation
L'édifice se trouve dans la partie orientale du souk El Jomaa.

## Histoire
Selon la plaque commémorative placée à côté du mihrab, la mosquée actuelle est le résultat de la reconstruction d'une autre plus ancienne. Selon certains historiens, elle appartenait au rite hanafite dont les partisans à Sfax étaient une minorité et qui étaient pour la quasi-totalité des Turcs, d'où l'appellation de la mosquée. Cependant, d'autres chercheurs suggèrent que le nom de la mosquée vient de son constructeur, Abdallah Ben Mohamed Ben Yahia Turki Pacha. Cette plaque remonte à 1706, date de l'ascension de Hussein Bey au trône.

## Architecture
La mosquée a une forme carrée de 100 m2. Elle est constituée de trois nefs longitudinales et trois horizontales.